# Mariä-Entschlafens-Kirche (Deringaj)

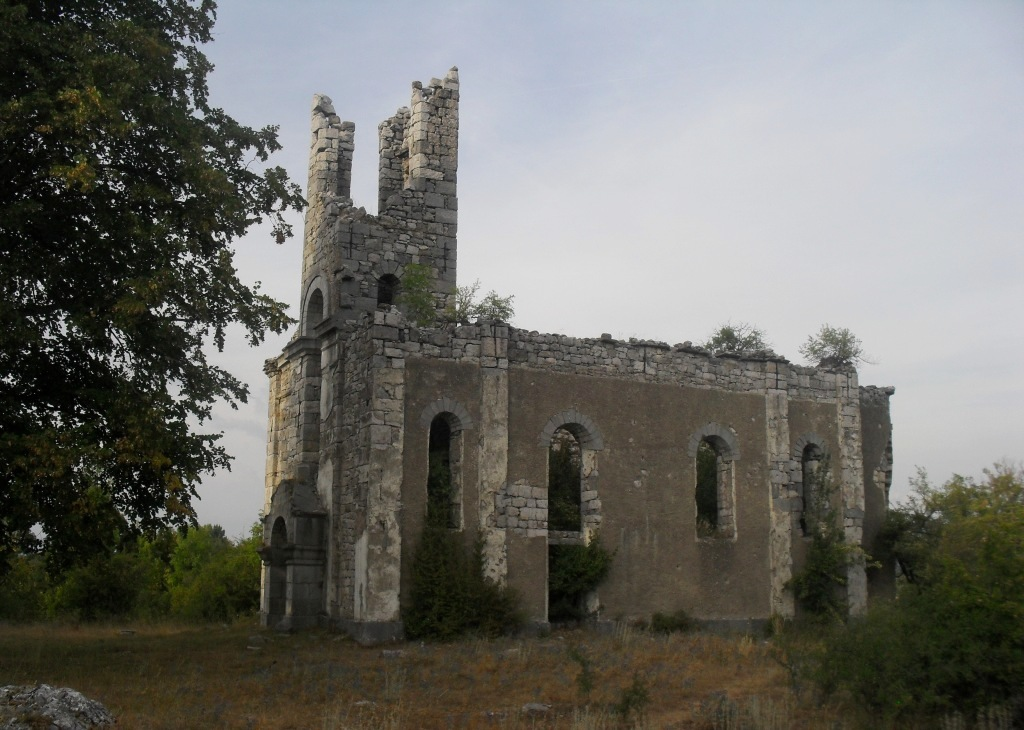
Die zerstörte Mariä-Entschlafens-Kirche im Dorf (2013)

Die Mariä-Entschlafens-Kirche (serbisch: Црква Успења Пресвете Богородице / Crkva Uspenja Presvete Bogorodice, auch Uspenska crkva (Успенска црква)), im zur Gemeinde Gračac gehörenden Dorf Deringaj ist eine Serbisch-orthodoxe Kirche in der Region Lika in Kroatien.
Die Kirche wurde 1863 erbaut und geweiht. Sie ist der Entschlafung der Allerheiligsten Gottesmutter gewidmet. Die Kirche gehört zur Eparchie Ober-Karlovac der serbisch-orthodoxen Kirche.

## Geographie
Das Kirchengebäude befindet sich im Zentrum des 77 Einwohner zählenden Dorfes Deringaj, dass sich 6 km nördlich der Gemeindehauptstadt Gračac befindet. Die Einwohner sind vor allem ältere Angehörige der serbischen Minderheit in Kroatien.

## Geschichte
Die Mariä-Entschlafens-Kirche wurde im Jahre 1863 erbaut und eingeweiht. Während des Zweiten Weltkriegs wurde die Kirche von den kroatisch-faschistischen Ustaša in Brand gesetzt und zerstört. Damals gehörten die Lika und das Dorf zum Unabhängigen Staat Kroatien, einem Vasallenstaat der Achsenmächte. Bis heute wurde der Wiederaufbau der Kirche nicht begonnen.
Das Kirchengebäude ist eine Filialkirche der Pfarrei Gračac. Die Pfarrei Gračac gehört zum Dekanat Lika der Eparchie Ober-Karlovac. Sie besteht aus der Kleinstadt Gračac und den Dörfern Tomingaj, Kijani, Deringaj, Omsica, Grab, Vučipolje, Vraca und Glavica.